# Konopný olej

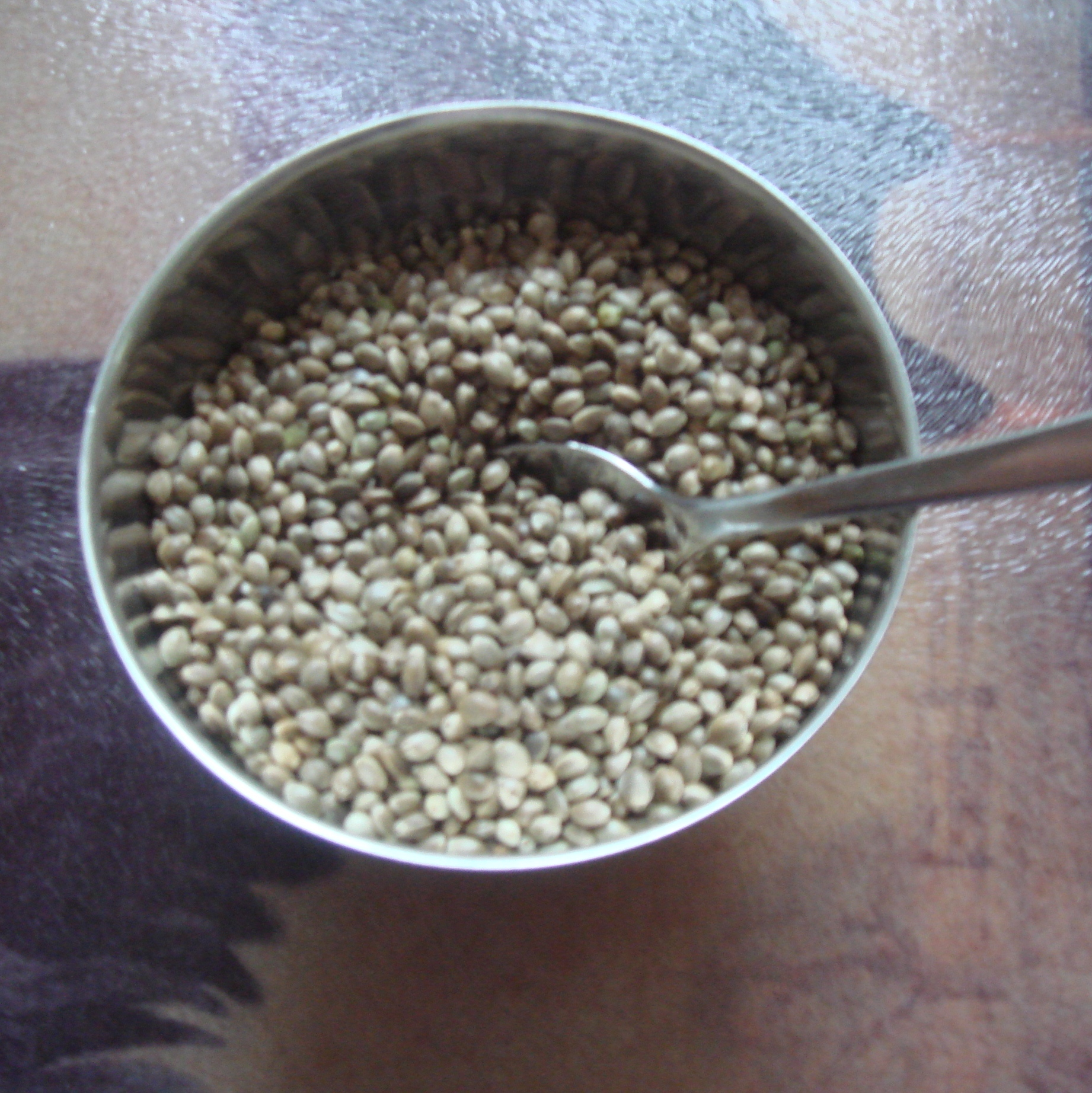
Konopná semena, z nichž se získává konopný olej

Konopný olej je rostlinný olej získávaný lisováním semen rostlin rodu konopí (Cannabis). Nerafinovaný olej lisovaný za studena je tmavě až světle zelený, s příjemnou oříškovou chutí a vůní. Čím tmavší barvu olej má, tím se chuť a vůně blíží k „travnatější“.
Rafinovaný konopný olej je čirý a bezbarvý, se slabou vůní a chutí, a postrádá přírodní vitaminy a antioxidanty. Rafinovaný olej se používá hlavně pro výrobky k péči o tělo. Průmyslový konopný olej se využívá pro maziva, nátěrové hmoty a inkousty. V menší míře nachází uplatnění také při výrobě mýdel, šamponů a čisticích prostředků. Konopný olej má vysokou nutriční hodnotu díky poměru omega-6 a omega-3 esenciálních mastných kyselin 3:1, což odpovídá rovnováze vyžadované lidským tělem. V posledních letech také získal pozornost jako možná surovina pro masovou výrobu bionafty. Existuje řada organizací, které propagují výrobu a používání konopného oleje.
Konopný olej se vyrábí z „nedrogových“ (technických) variet konopí setého (Cannabis sativa), které neobsahují významná množství THC a nejsou psychoaktivní. Výrobní proces obvykle zahrnuje čištění semen na 99,99 % před vlastním lisováním oleje. V semenech není THC, nicméně stopová množství se do oleje mohou dostat z rostlinného materiálu, který na semenech ulpí. Při moderní výrobě oleje, zvláště v Kanadě, se od roku 1998 úspěšně snižuje obsah THC v oleji.

## Výživa
Okolo 30-35 % hmotnosti konopných semen tvoří jedlý olej, který obsahuje cca 80 % esenciálních mastných kyselin (EFA), např. kyseliny linolové (omega-6, 55 %), alfa-linolenové (omega-3, 22 %) gama-linolenové (omega-6, 1 až 4 %) a stearidonové (omega-3, 0 až 2 %).
Množství kyseliny linolové a alfa-linolenové v jedné polévkové lžíci (15 ml) konopného oleje denně poskytne člověku doporučenou dávku EFA. Na rozdíl od lněného oleje lze konopný olej požívat nepřetržitě, aniž by vznikl deficit nebo jiná nevyváženost EFA. Bylo to prokázáno v klinické studii, kde denní požívání lněného oleje snižovalo endogenní produkci kyseliny gama-linolenové.
Podobně jako jiné oleje konopný olej poskytuje energii cca 37 kJ/g. V porovnání s jinými kuchyňskými oleji má nízký obsah nasycených mastných kyselin.
Vysoce nenasycené oleje, a zvláště oleje nízké kvality, mohou samovolně oxidovat a rychle se kazit, nejsou-li skladovány správně, tedy v chladu a temnu, nejlépe v láhvích z tmavého skla. Konopný olej lze pro dlouhodobé skladování zmrazit. Konzervanty (antioxidanty) nejsou potřeba pro kvalitní oleje, které jsou správně skladovány.
Konopný olej má relativně nízkou teplotu rozkladu a proto není vhodný pro smažení a fritování. Využívá se primárně jako olej do potravin a jako potravní doplněk. Ukázalo se také, že odstraňuje symptomy ekzému (atopické dermatitidy).
Člověk sahal po drcených konopných semenech už v dobách hladomorů a hospodářských krizí, například když v Číně počátkem 60. let zahájil Mao Ce-tung obávanou politiku „velkého skoku vpřed“, anebo v Evropě za druhé světové války. V Indii představují zdroj potravy chudých, kteří je míchají buď se semeny svízelu přítuly, laskavce, pražené pšenice nebo rýže. Konopnými semeny se rovněž dochucují některé alkoholické nápoje. V některých oblastech subsaharské Afriky se mletá konopná semena používají jako výživa pro děti.